# Anilocra
Anilocra är ett släkte av kräftdjur. Anilocra ingår i familjen Cymothoidae.

## Bildgalleri

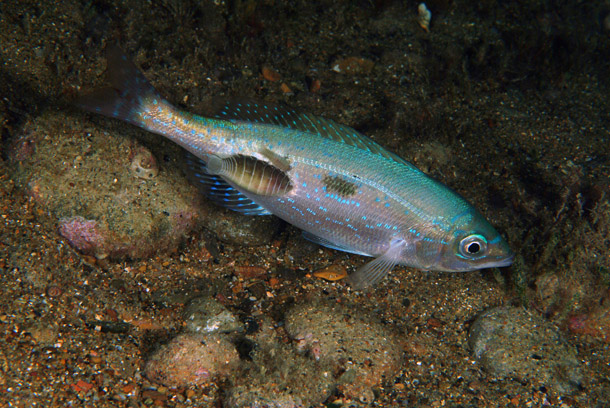

## Dottertaxa tillAnilocra, i alfabetisk ordning[1]
- Anilocra abudefdufi
- Anilocra acanthuri
- Anilocra acuminata
- Anilocra acuta
- Anilocra alloceraea
- Anilocra amboinensis
- Anilocra ankistra
- Anilocra apogonae
- Anilocra atlantica
- Anilocra australis
- Anilocra capensis
- Anilocra cavicauda
- Anilocra chaetodontis
- Anilocra chromis
- Anilocra clupei
- Anilocra coxalis
- Anilocra dimidiata
- Anilocra elviae
- Anilocra frontalis
- Anilocra gigantea
- Anilocra guinensis
- Anilocra haemuli
- Anilocra hedenborgi
- Anilocra holacanthi
- Anilocra holocentri
- Anilocra huacho
- Anilocra koolanae
- Anilocra laevis
- Anilocra laticauda
- Anilocra leptosoma
- Anilocra longicauda
- Anilocra marginata
- Anilocra meridionalis
- Anilocra monoma
- Anilocra montti
- Anilocra morsicata
- Anilocra myripristis
- Anilocra nemipteri
- Anilocra occidentalis
- Anilocra partiti
- Anilocra physodes
- Anilocra pilchardi
- Anilocra plebeia
- Anilocra pomacentri
- Anilocra prionuri
- Anilocra recta
- Anilocra rhodotaenia
- Anilocra rissoniana
- Anilocra soelae
- Anilocra tropica